# Gyrodon
Гіродон (Gyrodon) — рід грибів родини Paxillaceae. Назва вперше опублікована 1836 року.
В Україні зустрічається їстівний гриб 3 категорії підвільшанник або гіродон сизуватий (Gyrodon lividus (Bull.) Sacc., 1888).

## Галерея

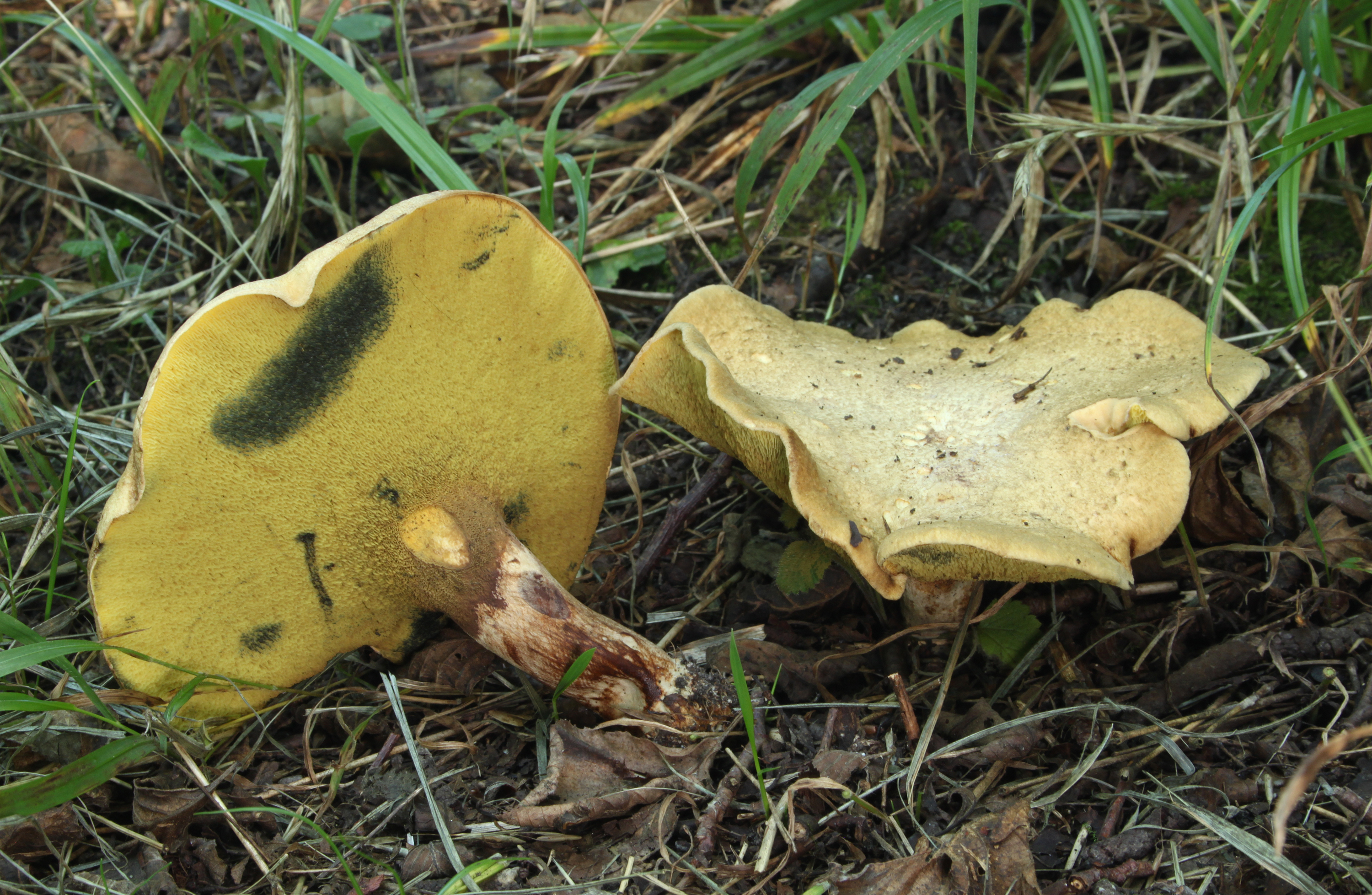
Gyrodon lividus